# 乙酰乙酸环己酯
乙酰乙酸环己酯是一种有机化合物，化学式为C10H16O3。它可由乙酰乙酸甲酯或乙酰乙酸乙酯在催化下和环己醇反应制得。它和苯乙炔在碳酸银、乙酸钾存在下反应，可以得到2-甲基-5-苯基-3-呋喃甲酸环己酯。它和氯化镁反应，形成配合物。